# St. Martin (Griesstetten)

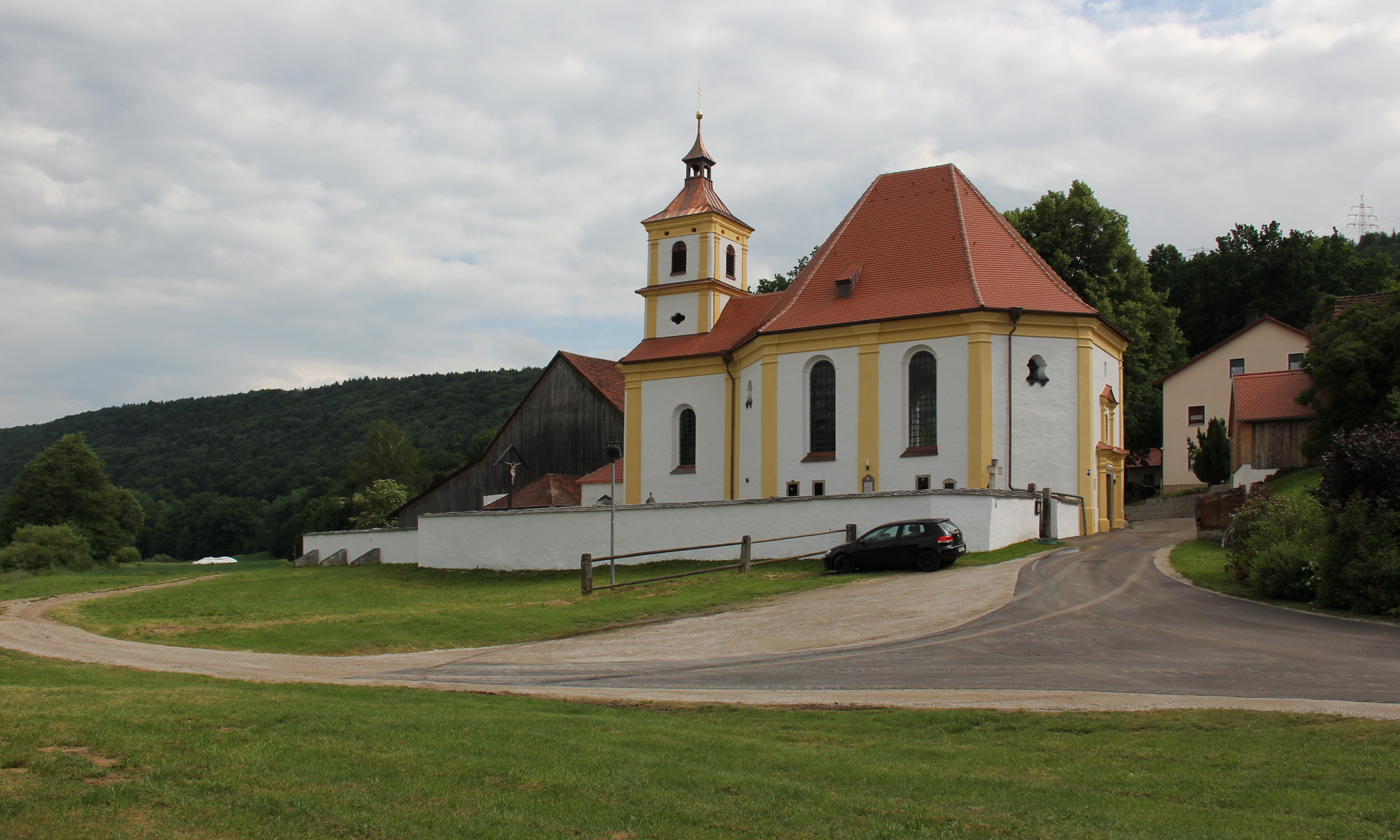
St. Martin (Griesstetten)

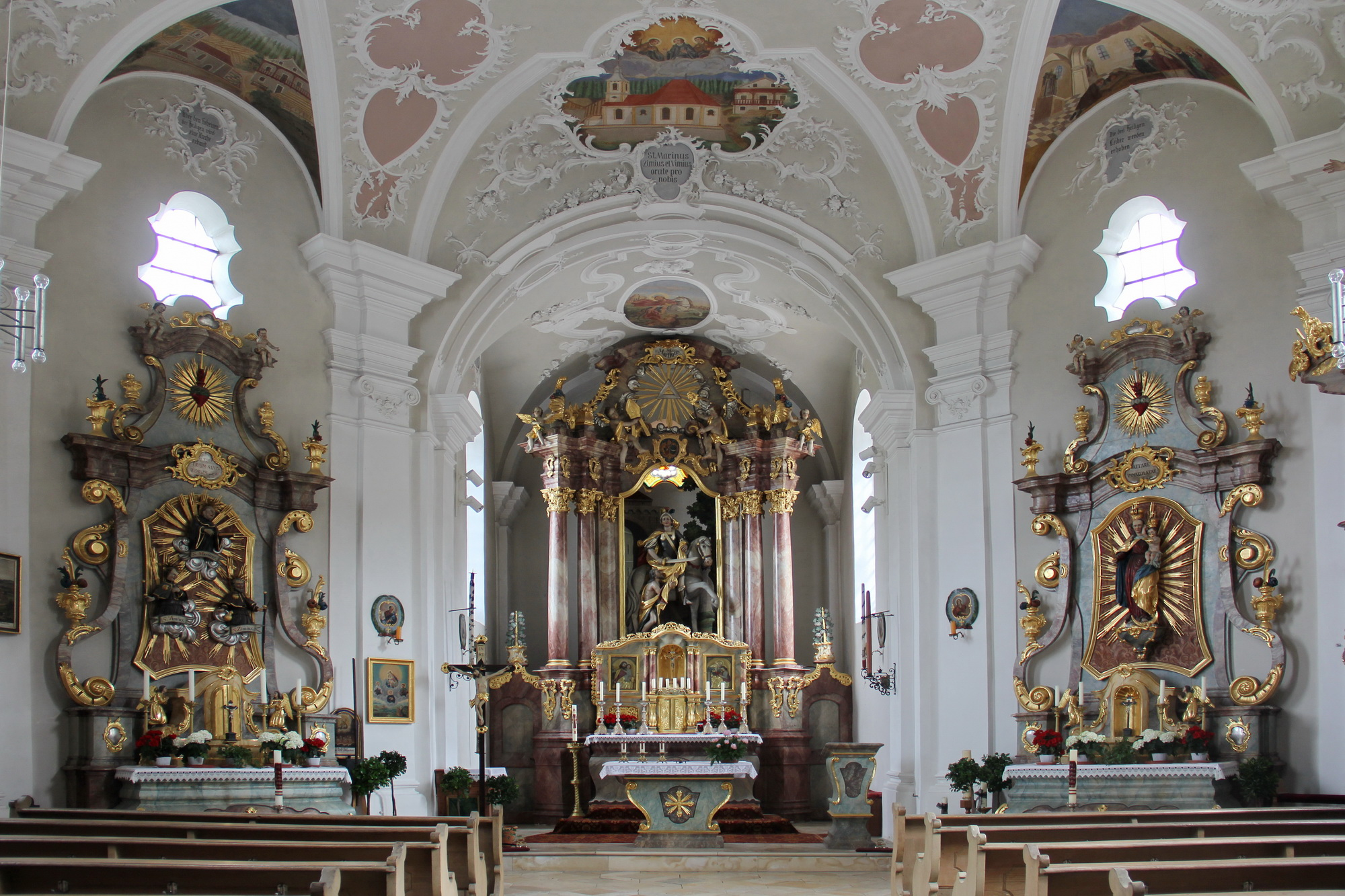
Innenansicht

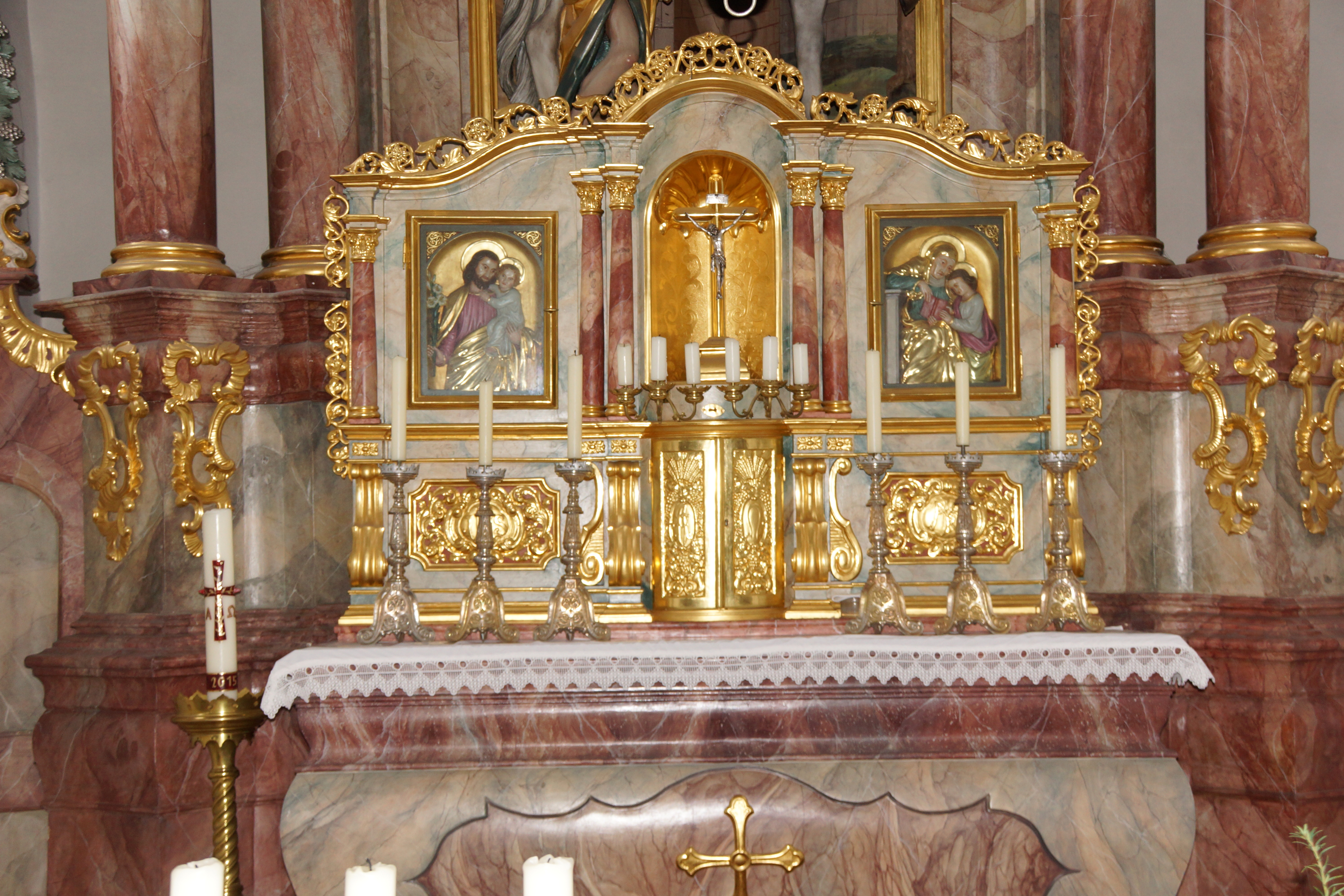
Hauptaltar-Detail

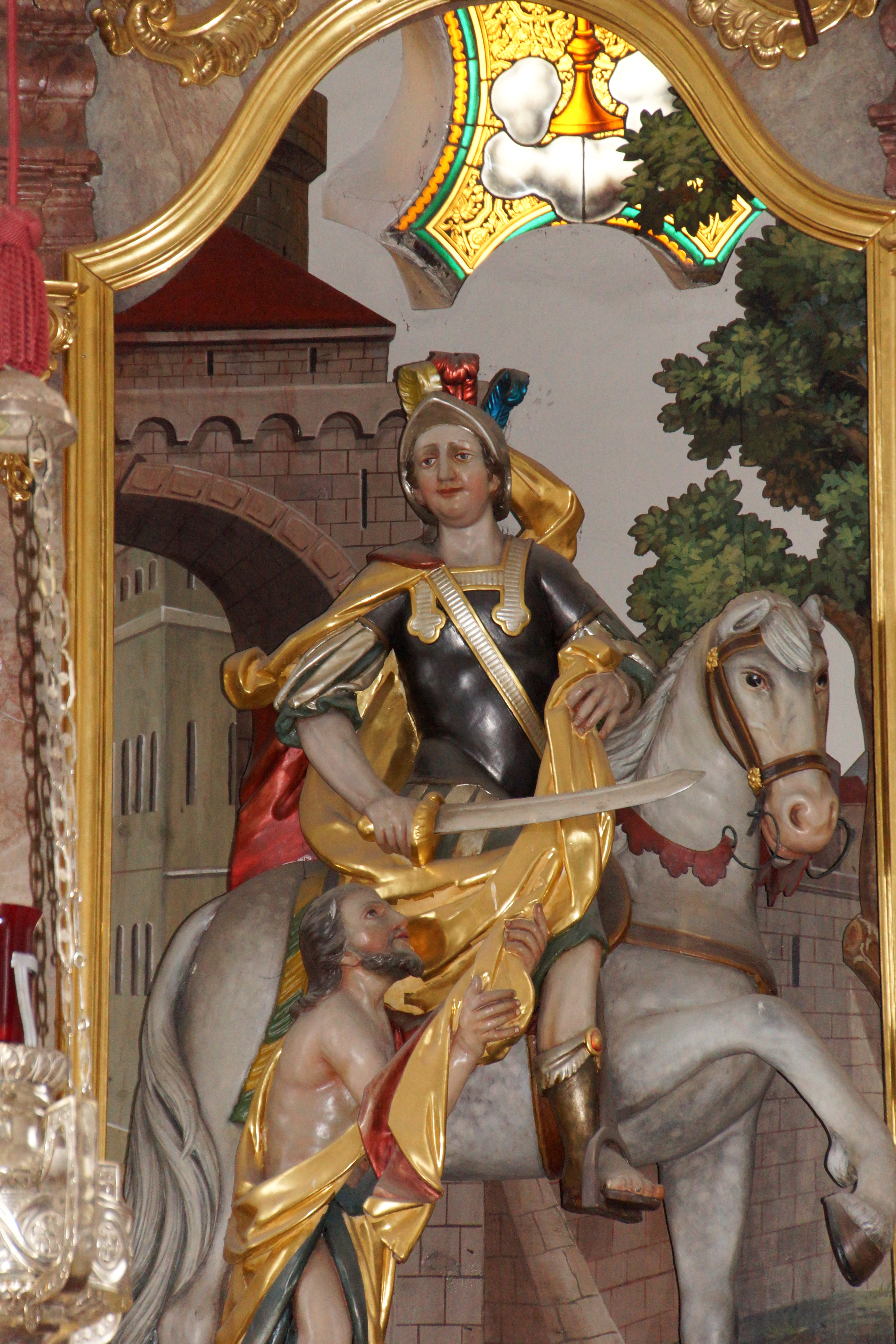
St. Martin vom Hauptaltar

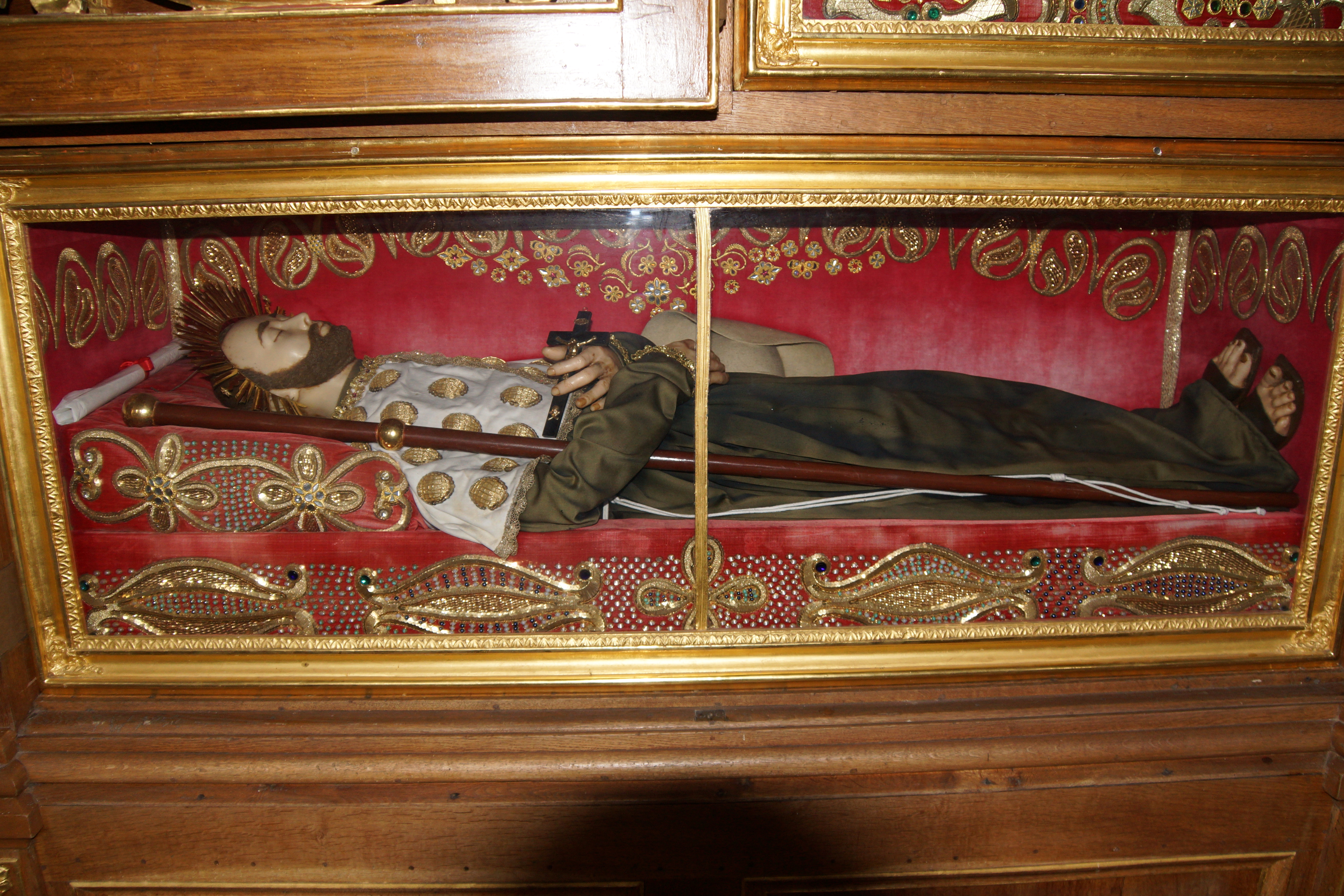
Reliquienkasten mit Wachsfigur

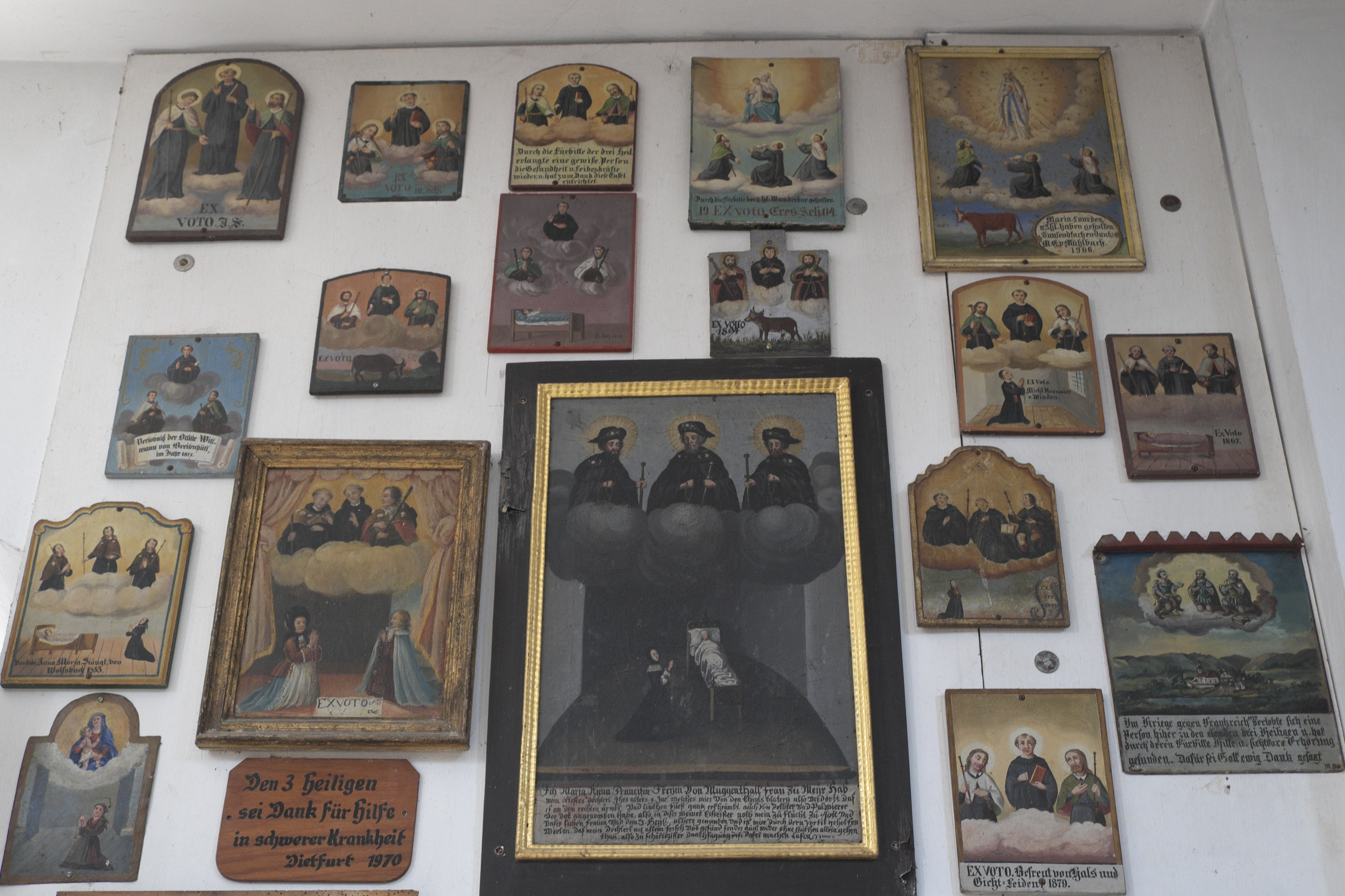
Votivbilder

Die römisch-katholische Filial- und Wallfahrtskirche St. Martin (auch: Zu den Drei Elenden Heiligen) ist eine barocke Saalkirche im Weiler Griesstetten bei Dietfurt an der Altmühl im Landkreis Neumarkt in der Oberpfalz in Bayern. Sie gehört zur Pfarrei Altmühlmünster im Bistum Regensburg.

## Geschichte
Die Kirche bildet den ältesten Wallfahrtsort des Landkreises Neumarkt und liegt idyllisch etwas erhöht an der Altmühl. Bereits im 12. Jahrhundert lässt sich hier die Verehrung der „drei elenden Heiligen“ nachweisen, „elend“ im Sinne von „ausländisch, aus der Fremde kommend“. Denn um 1140 kamen zwei irische Benediktiner, der Ordenspriester Zimius und der Laienbruder Vimius, vom Schottenkloster St. Jakob in Regensburg ins untere Altmühltal. Sie ließen sich im nahen Ansiedel (heute „Einsiedel“) nieder und erbauten dort ein Haus mit einem kleinen Oratorium (Gebetsstätte). Später kam als dritter Eremit der Prior von St. Jakob, Pater Marinus, hinzu. Zahlreiche Menschen kamen mit ihren unterschiedlichsten Anliegen zu ihnen und fanden Hilfe. 1153 starb Pater Marinus, seine Mitbrüder begruben ihn im Oratorium. Sein Grab entwickelte sich in Kürze zu einer Pilgerstätte für die Bewohner aus der Umgebung. Durch die vielen Besucher fühlten sich Zimius und Vimius in ihrem klösterlichen Leben arg gestört. Abt Christian III. ließ deshalb in Griesstetten zu Ehren des hl. Bischofs Martin eine eigene kleine Kapelle errichten, in welcher der Marinus eine neue Ruhestätte fand. Nach einer Volkslegende schwammen seine Gebeine flussaufwärts bis zum neu erbauten Gotteshaus. Als ein Jahr später Vimius und Zimius starben, wurden auch sie in der Kirche begraben.
In den folgenden Jahrhunderten blühte die Wallfahrt zu den „drei elenden Heiligen“. 1212 erwähnt ein Schutzbrief Kaiser Friedrichs II. Griesstetten mit der Kapelle und dem Einsiedelhof als Besitz der Schottenmönche von St. Jakob in Regensburg.
Im Dreißigjährigen Krieg wurde die Kirche 1633 von schwedischen Truppen geplündert, stark beschädigt und in der Folgezeit nur notdürftig vor dem gänzlichen Verfall bewahrt. Ende des 17. Jahrhunderts blühte die Wallfahrt erneut auf, angestoßen durch den Weihbischof von Regensburg, Albert Ernst von Wartenberg. Er ließ die Reliquien der drei Mönche erheben und in einem großen gemeinsamen Sarg hinter dem Hochaltar zur Verehrung neu bestatten.
In der Barockzeit wurde 1740 bis 1747 eine größere Wallfahrtskirche in Form eines achtseitigen Zentralbaus, in der Außenfassade durch toskanische Pilaster gegliedert, errichtet. Den Stuck fertigte Johann Michael Berg, Bruder des Eichstätter Hofstuckators Johann Jakob Berg. 1750 musste der Turm aus statischen Gründen um die Hälfte erniedrigt werden. Um die gleiche Zeit wurde der Hochaltar aufgestellt. 1783 wurden die Reliquien der drei Heiligen in eine Mauernische auf der Evangelienseite übertragen. Zahlreiche Votivbilder bezeugen die Beliebtheit der drei Heiligen.
Bald nach Vollendung des Bauwerks zogen sich die Schottenmönche aus Griesstetten zurück. 1849 ließ die Gemeinde drei große Reliquienkästen mit schön gefassten Wachsfiguren der „drei elenden Heiligen“ anfertigen. Auf diese Weise sollten die Reliquien an den Seitenwänden oder an den drei Altären der Kirche zur Verehrung gezeigt werden. Das Vorhaben scheiterte jedoch, weil die Gemeinde einen eigenen Festtag für die drei Heiligen wünschte. Dazu hätte ein Heiligsprechungsverfahren stattfinden müssen, das man aus Kostengründen nicht anstrengte. Erst 1858 gelang es, Bedenken gegen die öffentliche Verehrung zu zerstreuen und eine bischöfliche Genehmigung zu erwirken. Ein Dekret des Regensburger Bischofs Ignatius von Senestrey von 1861 erlaubte, die Reliquien neu zu fassen, sie öffentlich zu zeigen und ihnen die Verehrung zu erweisen, „der durch die älteste Tradition geheiligt ist“. Seitdem ruhen in der Brust jeder wächsernen Figur die Reliquien in einem Behältnis aus Zink. Am 2. Juli 1862 fand die feierliche Übertragung der neugefassten Reliquien vom Franziskanerkloster in Dietfurt an ihren heutigen Platz statt. Eine Renovierung der Kirche erfolgte in den Jahren 1978–1983.

## Architektur
Die Kirche ist ein durch toskanische Pilaster gegliederter, gestreckt oktogonaler Zentralbau mit einem östlich angesetzten quadratischen Chor, über dem sich der zweigeschossige Turm mit Zeltdach und Laterne erhebt, der das hohe Kirchendach nur wenig überragt. An der Ostseite ist eine niedrige Sakristei angebaut.
Der Raumeindruck wird durch eine Flachkuppel mit Stichkappen über einer ionisierenden Pilasterordnung mit verkröpften Gebälkstücken bestimmt, der Chor wird durch ein Tonnengewölbe mit Stichkappen abgeschlossen. Die Stuckaturen in Rocailleformen werden Johann Michael Berg zugeschrieben, von dem auch die Stuckarbeiten in den Pfarrkirchen von Berching und Sulzbürg stammen. Die weiß-graue Fassung wurde bei der letzten Restaurierung nach Befund wiederhergestellt und das Deckengemälde von früheren Übermalungen befreit. Das große Fresko in der Kuppel zeigt die drei Schottenmönche im Himmel, umgeben von anderen Benediktinern, darunter die Weltkarte, die mit „Johannes Adam Fux Maller Feccit (sic!) 1750“ signiert ist. In den Stichkappen ist ein ausführlicher Zyklus mit Szenen aus dem Leben der drei Heiligen zu sehen. Die Fresken im Chorgewölbe (Heiliger Martin) und an der Emporenbrüstung wurden erst 1983 freigelegt.

## Ausstattung
Die einheitliche Kirchenausstattung stammt aus der Mitte des 18. Jahrhunderts. Der Hochaltar ist als effektvoller Säulenaufbau mit einer Figurengruppe des heiligen Martin zu Pferd mit Bettler vor einer Stadtkulisse gestaltet. Die Seitenaltäre tragen säulenlose, mit Voluten gerahmte Retabel, links mit Halbfiguren der drei Schottenmönche mit Gloriolen, rechts mit einer Figur der Maria mit Kind auf der Mondsichel. Die Kanzel zeigt den Salvator mundi auf dem Schalldeckel. Zwei Beichtstühle sind mit einfachen Intarsien gestaltet. An der Rückwand sind zahlreiche Votivtafeln angebracht, deren älteste von 1699 stammt. Zwei spätgotische Relikte wurden aus dem Vorgängerbau übernommen: eine fragmentarische Sakramentsnische in der Sakristei und ein schmuckloser Taufstein, beide aus Kalkstein und aus dem 15. Jahrhundert stammend.
Die Orgel mit mechanischen Schleifladen ist ein Werk von Eduard Hirnschrodt aus dem Jahr 1963 mit elf Registern auf zwei Manualen und Pedal.
Im Turm befindet sich ein dreistimmiges Paternoster-Geläut (ca. d′′ - e′′ - fis′′); die Glocken stammen von 1500, 1949 und 1971.